# Stanisław Dmowski (prawnik)

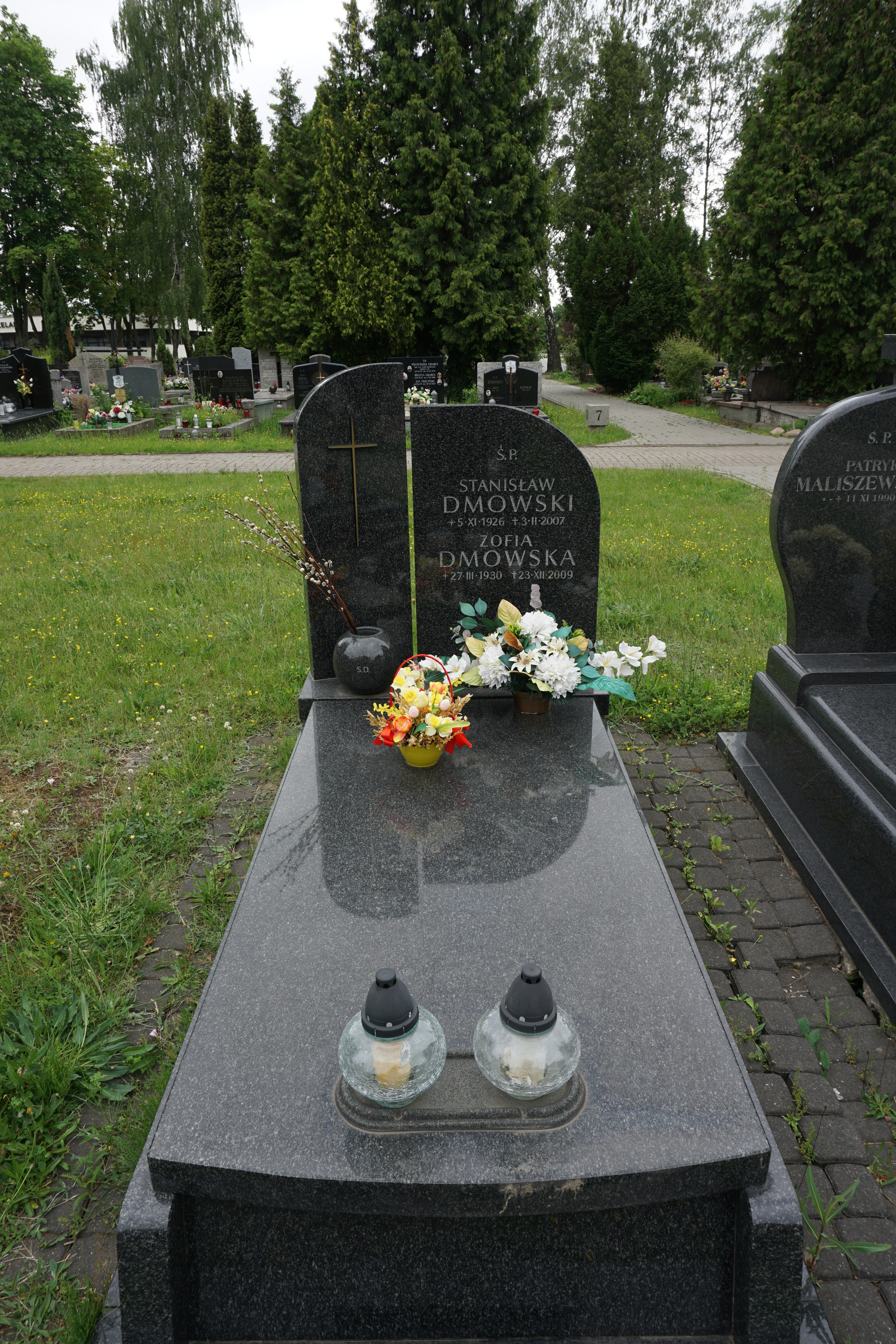
Grób Stanisława Dmowskiego na cmentarzu komunalnym Północnym

Stanisław Dmowski (ur. 5 listopada 1926 w Dmochach, zm. 3 lutego 2007 w Warszawie) – polski prawnik, sędzia, orzekający m.in. w Izbie Cywilnej Sądu Najwyższego (1972–1996), autor publikacji prawniczych.

## Życiorys
W 1952 ukończył studia prawnicze na Katolickim Uniwersytecie Lubelskim. Od 1951 był aplikantem sądowym w ramach Sądu Wojewódzkiego w Lublinie. W 1952 został asesorem, a w 1953 sędzią Sądu Powiatowego w Lublinie. W tym samym roku został przewodniczącym Wydziału Zamiejscowego w Janowie Lubelskim Sądu Powiatowego w Kraśniku i wiceprezesem tego Sądu. W 1955 objął stanowisko sędziego Sądu Wojewódzkiego w Zielonej Górze. W 1968 przeszedł na delegację do Departamentu Nadzoru Sądowego Ministerstwa Sprawiedliwości.
W maju 1972 uchwałą Rady Państwa został powołany na stanowisko sędziego Sądu Najwyższego, pełnił od 1984 funkcję przewodniczącego wydziału problemowego. Był również rzecznikiem Sądu Dyscyplinarnego Wyższego i Najwyższego Sądu Dyscyplinarnego. Od maja do września 1995 tymczasowo kierował Izbą Cywilną, gdy prezes SN Stanisław Rudnicki pełnił obowiązki pierwszego prezesa Sądu Najwyższego. W listopadzie 1996 przeszedł w stan spoczynku, pozostając jednocześnie pracownikiem Biura Orzecznictwa i następnie Biura Studiów i Analiz SN.
Specjalizował się w prawie cywilnym. Był autorem i współautorem licznych publikacji naukowych, m.in. wielokrotnie wznawianego komentarza do części ogólnej kodeksu cywilnego (wraz z sędzią Stanisławem Rudnickim).

## Odznaczenia
- Krzyż Komandorski Orderu Odrodzenia Polski (1996)[2]
- Krzyż Kawalerski Orderu Odrodzenia Polski (1971)
- Złoty Krzyż Zasługi (1959)